# Mussalo
Mussalo (en suédois : Mussalö) est une île de l'archipel de Kotka et un quartier de la ville de Kotka dans le golfe de Finlande.

## Présentation
L'ile de Mussalo est composée des quartiers de Mussalo, Etukylä et Takakylä.
Mussalo a 100 habitants et Etukylä-Takakylä comptent 3527 habitants (2016).